# Віллем Рулофс
Віллем Рулофс (нід. Willem Roelofs; 10 березня 1822, Амстердам — 12 травня 1897, Берхем) — голландський пейзажист і натураліст, представник Гаазької школи.

## Творча біографія
На початку своєї кар'єри митця Віллем Рулофс працював в Утрехті, здійснюючи звідти поїздки в усі кінці Голландії. 1848 року перебрався на проживання в Брюссель, провів деякий час в столиці Франції місті Парижі і, нарешті, оселився в Гаазі.
Картини цього художника зображують майже виключно голландські рівнини або горбисті місцевості Арденн, пожвавлені здебільшого фігурами тварин. Їхні визначні риси — хороший малюнок, теплий колорит і сильна передача переважно суворого, меланхолійного враження природи. Найкращими з них вважаються: «Голландське пасовище», «Після дощу», «На узліссі гаю», «Ліс взимку» і «Вреландський вид».
У музеї Імператорської академії мистецтв (у галереї графа Кушельова-Безбородько) є зразок робіт Рулофса — пейзаж зі ставком і поселенця, що ловить на ньому рибу. Крім живопису, Рулофс успішно займався гравіюванням, і його офорти власної композиції дуже поважаються любителями подібних творів. Як натураліст, Рулофс займався ентомологією, він вивчав комах і видав кілька наукових статей про них.
Рулофс вважається одним з учителів художника Гендріка Віллема Месдаха.

## Галерея робіт

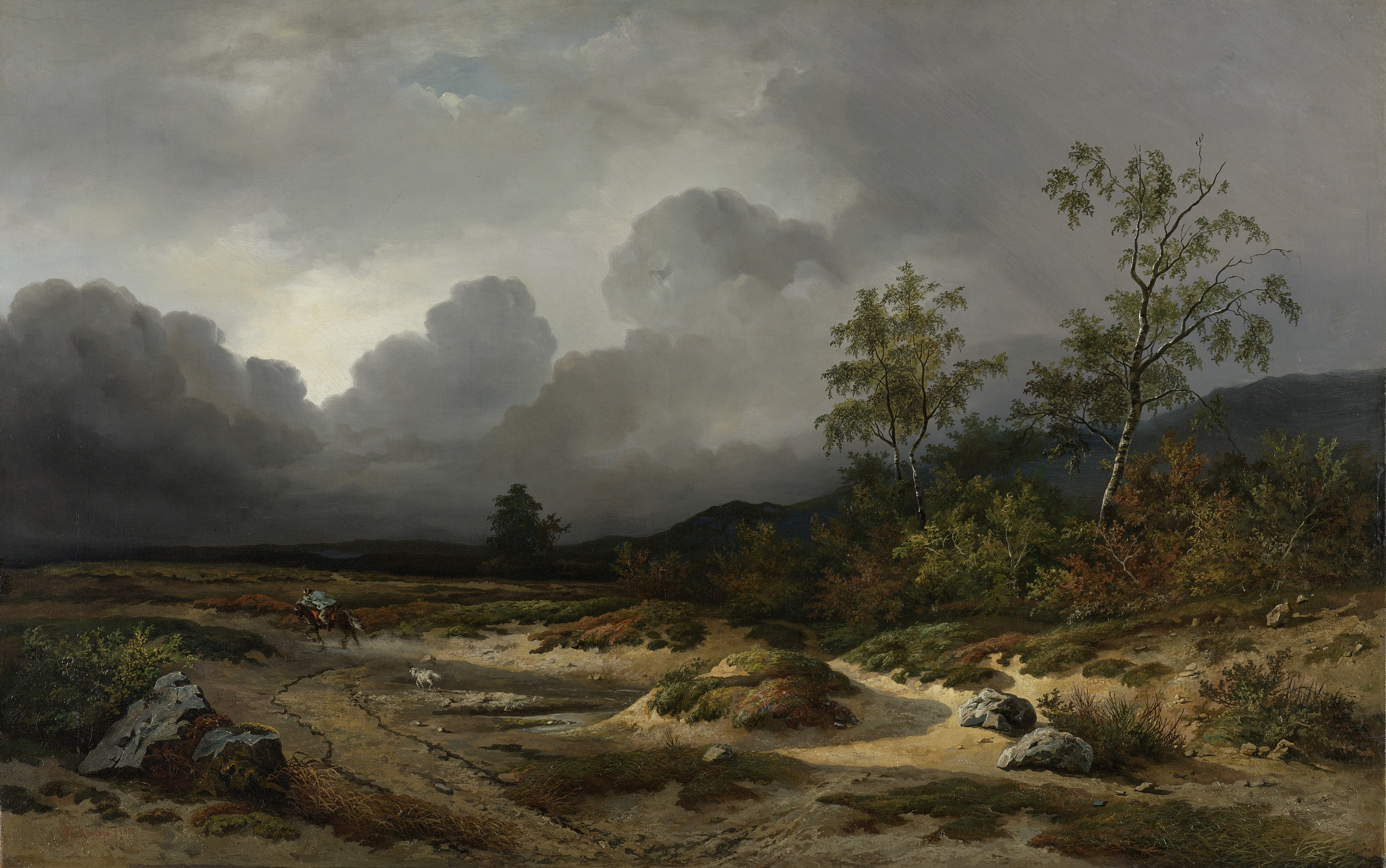
Пейзаж із близькою грозою (1850).
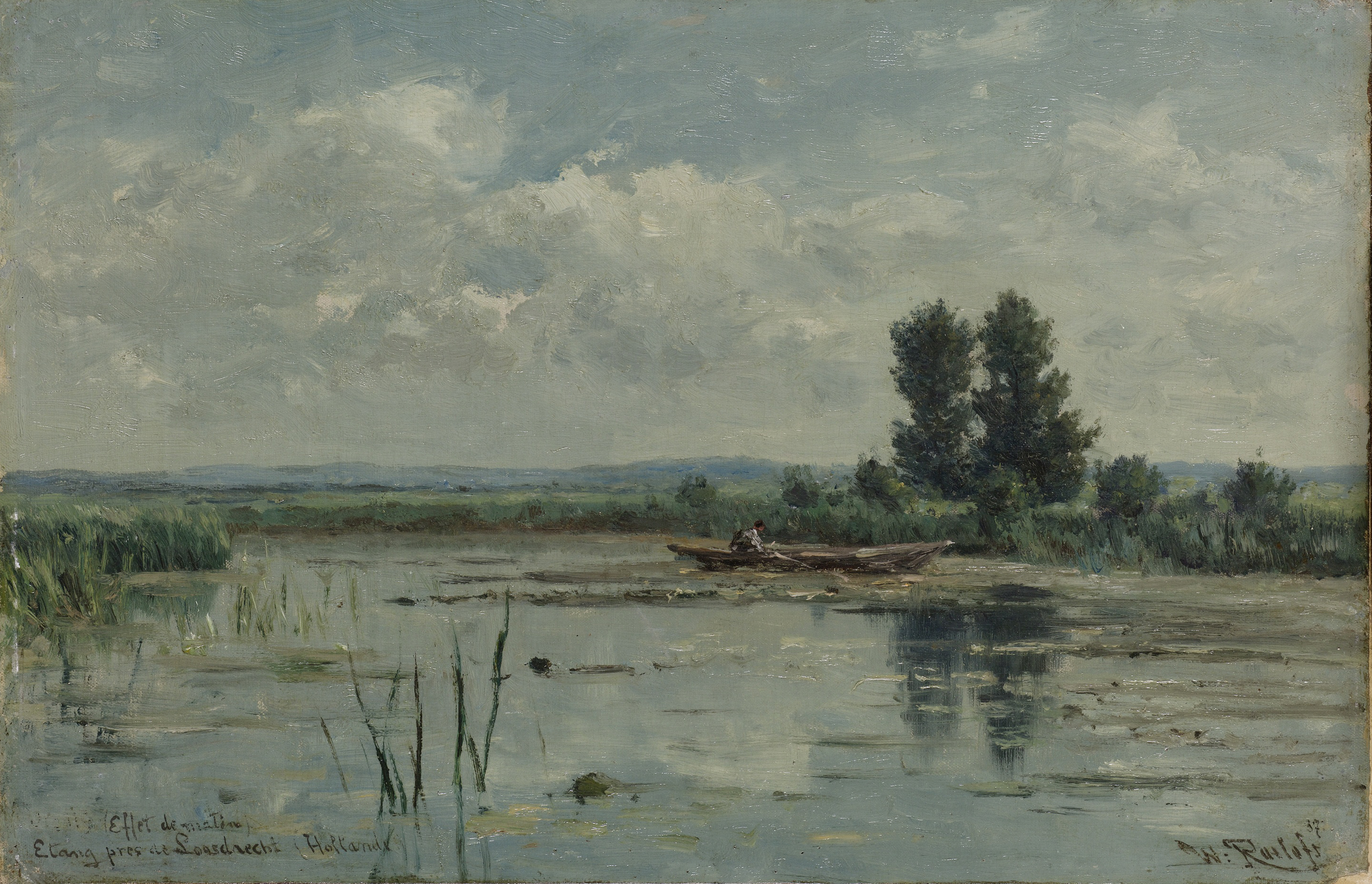
Озеро біля Лосдрехта (1887)
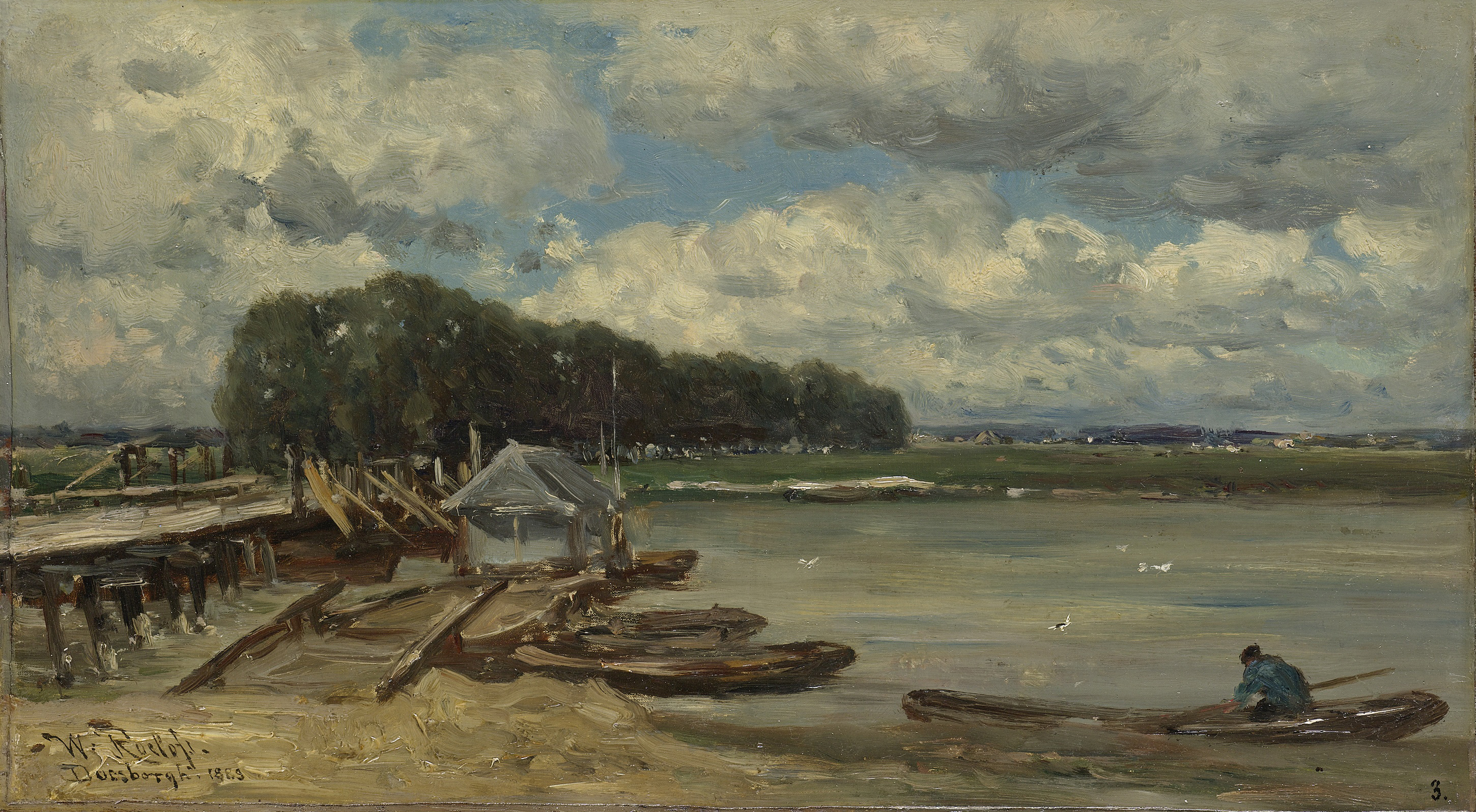
Міст через річку Ейссел в Дусбурзі (1889)
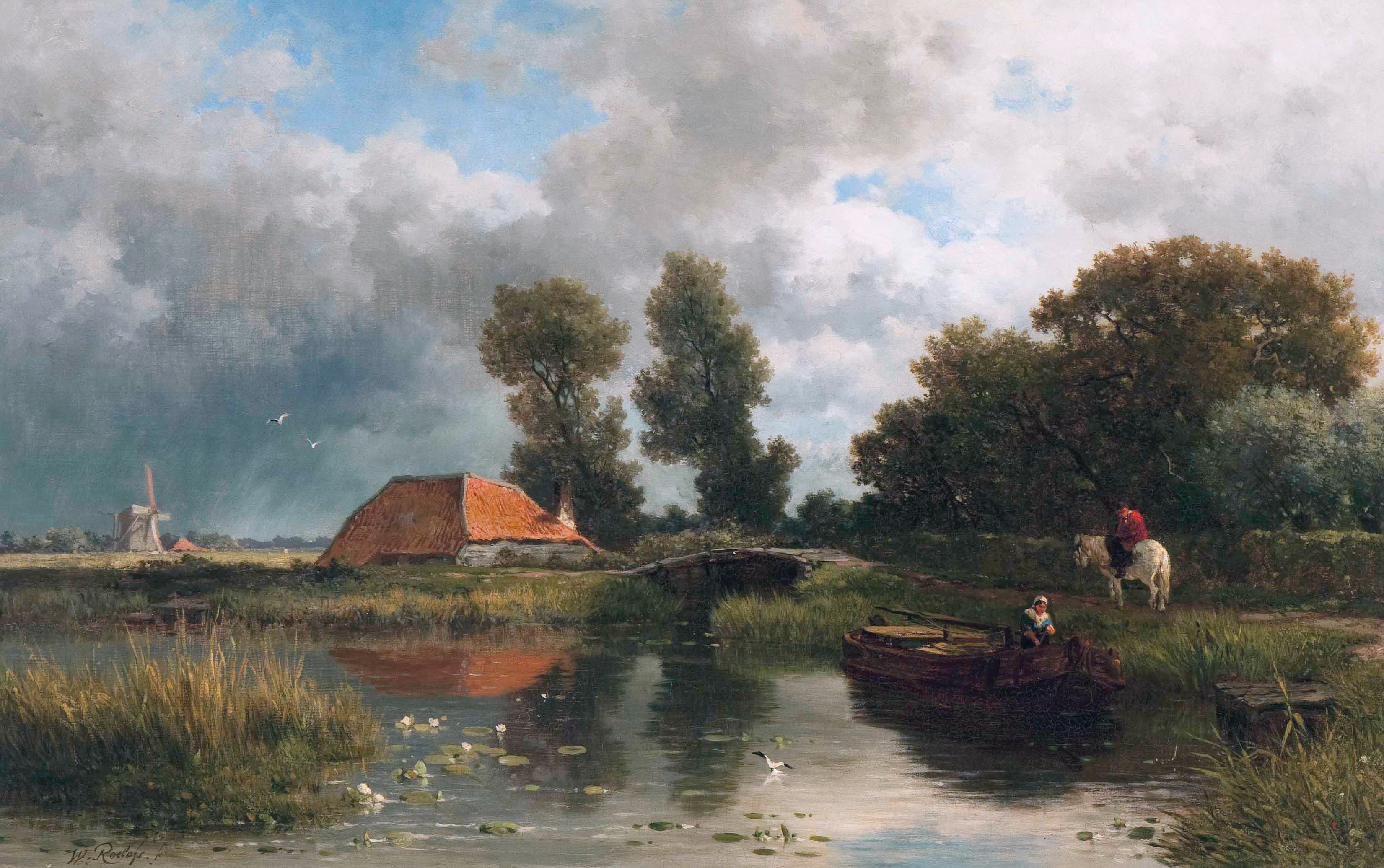
Прив'язування човна біля ферми